# Strophiona tigrina
Strophiona tigrina là một loài bọ cánh cứng trong họ Cerambycidae.